# La Bulella
La Bulella, sovint grafiat la Bolella i la Volella, és el nom d'un castell de la comuna de Fullà, a la comarca del Conflent, de la Catalunya del Nord.
És a prop a migdia de Cercet, o Veïnat d'Amunt. Conté la capella de Sant Bartomeu.

## Història
Fou construït el segle xii, després de l'any 1165. El senyoria del castell era tinguda (1165) per Berenguer de Vilar en nom de Guillem de Fullà, el qual la tenia per Guillem de Canet. Amb això hi estava subordinada la jurisdicció del castell de Jújols, situació que es mantingué fins al segle xvii.
El 1287, Pere de Fullà vengué aquest castell al prior de Santa Maria de Cornellà de Conflent, qui hi creà una pabordia; aleshores la base de la torre mestra fou convertida en l'església de Sant Bartomeu. La pabordia perdurà fins al segle xv. A finals d'aquell mateix segle, la Volella va caure en decadència a causa de les guerres francocatalanes, i va ser convertida en masia.
El 1499, el capítol del priorat de Cornellà de Conflent infeudà la Bulella a Blai Bombasser, de Vilafranca de Conflent, qui, per contracte, estava obligat a fer-hi les reparacions que calgués. Els seus successors foren els Puigmitjà i Miquel, els quals van mantenir sempre la dependència de Cornellà de Conflent. El 1790 pertanyia a Josep Miquel de Riu.

## L'edifici
El castell és de planta quasi quadrada; a la façana nord hi ha un portal de mig punt que s'obra a un gran pati central, envoltat d'edificacions per tres costats, llevat de la meridional. Al costat de llevant hi havia una torrassa rectangular, que és on el paborde dependent del priorat de Cornellà de Conflent construí la capella de Sant Bartomeu. Les façanes septentrional i oriental tenen unes finestres geminades, que foren en part desmuntades en èpoques indeterminades i reutilitzades en el Castell de Nyer, segons tradició oral no comprovada, ja que no s'hi han pogut localitzar.
Actualment el castell està dividit en dues explotacions agràries diferents. La meitat oriental s'ha conservat força bé, però a l'occidental s'hi han fet obres sense gaire respecte cap al monument històric, el qual, malauradament, no gaudeix de cap mena de protecció oficial.